# Paedomastax visseri
Paedomastax visseri är en insektsart som beskrevs av Willemse, C. 1935. Paedomastax visseri ingår i släktet Paedomastax och familjen Eumastacidae. Inga underarter finns listade i Catalogue of Life.